# 波克羅夫卡 (哈爾齊斯克市議會)
47°56′11″N 38°16′43″E / 47.93639°N 38.27861°E
波克羅夫卡（烏克蘭語：Покровка），是烏克蘭東部頓涅茨克州顿涅茨克区哈尔齐兹克市镇内的市級鎮。處於克倫卡河畔，距離頓涅茨克40公里，海拔高度90米，2011年人口170。